# المحطة الحرارية الجرف الأصفر
المحطة الحرارية الجرف الأصفر، هي محطة لإنتاج الطاقة الكهرابائية من الفحم الحجري الأكبر في إفريقيا والشرق الأوسط، تقع على بعد 25 كلم جنوب مدينة الجديدة على ساحل المحيط الأطلسي، بجماعة مولاي عبد الله، إقليم الجديدة، ضمن جهة الدار البيضاء السطات بالمغرب. تمتد هذه المحطة على مساحة 60 هكترارا ضمن المنطقة الصناعية لميناء الجرف الأصفر.

## الإنتاج
تنتج المحطة الحرارية للجرف الأصفر أزيد من 50% من الطاقة الكهربائية في المغرب وتوفر 40% في المائة من الطلب الوطني الصافي للطاقة الكهربائية، بما مقداره 1356 ميغاواط /ساعة، من خلال أربع وحدات لإنتاج الكهرباء من الفحم الحجري أو الفيول. تنتج الوحدة الأولى والثانية 330 ميغاواط للواحدة، وتنتج الوحدتان الثالثة والرابعة 348 ميغاواط للواحدة. تبيع المحطة إنتاجها من الكهرباء للمكتب الوطني للكهرباء والماء الصالح للشرب الذي يتولى نقله وتوزيعه. تستهلك المحطة كمادة أولية لإنتاج الكهرباء 10000 طن في اليوم من الفحم الحجري، الذي تستورد منه من الخارج 3.6 مليون طن.

## التدبير
تم تفويت تدبيرهذه المحطة لشركة الجرف الأصفر للطاقة «جيليك» سنة 1997 مقابل 263 مليون دولار، بعد طلب عروض دولي أعلنه المغرب. لكن هذه الشركة التي تملكها «سي إم إس» الأمريكية، تحولت أسهمها إلى شركة أبوظبي الوطنية للطاقة الإماراتية. سنة 2020 وقع المكتب الوطني للكهرباء والماء الصالح للشرب وشركة (طاقة المغرب)عقدا متعلقا بتجديد الوحدات من 1 إلى 4 للمحطة الحرارية للجرف الأصفر وتمديد فترة استغلالها بميزانية قدرها 500 مليون دولار.

## التلوث
تخلّف المحطة الحرارية للجرف الأصفر، انبعاثات ثاني أكسيد الكبريت، جراء حرق كميات كبيرة من الفحم سنويّاً، ما دفع الناشطين الجمعويين في مجال البيئة بالمغرب إلى دق نقوص الخطر بخصوص التهديدات البيئية والصحية للمحطة. سنة 2019، صنف تقرير لمنظمة السّلام الأخضر (غرينبيس)، المغرب في الرتبة 25، ضمن قائمة أكثر الدول المتسببة في التلوث بغاز ثاني أكسيد الكبريت، حيث أنتج المغرب سنة 2018، حوالي 216 كيلوطن من انبعاثات غاز غاز ثاني أكسيد الكبريت، أزيد من نصف هذه الكمية (113 ألف طن) أنتجته محطة الجرف الأصفر لوحدها.